# Lennart Köhler
Lennart Ingemar Köhler, född 23 juli 1933 i Halmstad, är en svensk professor emeritus i socialmedicin och socialpediatrik.

## Biografi
Köhler avlade studentexamen i Halmstad 1952, blev medicine kandidat vid Lunds universitet 1956 och medicine licentiat där 1961. Han disputerade där 1973 på en avhandling om barnhälsovård baserat på hälsovårdens 4-årskontroller av barn. Han var docent i socialpediatrik vid Lunds universitet 1973–1978. Han var amanuens och underläkare vid barnkliniken i Lund 1962–1969 och vid socialmedicinska institutionen i Lund 1965–1966. Han blev Sveriges förste barnhälsovårdsöverläkare 1969, och hade denna befattning i Malmöhus läns landsting till 1978, då han blev han rektor vid Nordiska högskolan för folkhälsovetenskap i Göteborg, (1978–1995) och professor där, först i socialmedicin och preventiv medicin, senare i socialpediatrik respektive barnhälsovetenskap (1978–2008).
Köhler har författat kurslitteratur och publicerat artiklar inom områden som socialmedicin, samhällsmedicin och socialpediatrik där han satt barns hälsa i en vidare kontext av olika omgivningsfaktorer. 1988 bistod han i FN:s nationella kommission för att förhindra barnadödlighet med erfarenheter och kunskap från utvecklingen i Sverige.

## Utmärkelser och internationella uppdrag (urval)
- 1977–1987 – Grundare och Generalsekreterare för European Society of Social Pediatrics (ESSOP)
- 1987 – President och styrelseledamot i Association for Schools of Public Health in Europe (ASPHER)
- 1991 – Ledamot av Socialstyrelsens vetenskapliga råd
- 1992 – Hedersdoktor vid Athens School of Public Health
- 1995 – President S:t Petersburg Forum for Public Health
- 1996 – Styrelseledamot för WHO Centre for Health Development i Kobe, Japan

Köhler har varit medlem i redaktionskommittéerna för European Journal of Public Health (London),  Childhood (Genève),  International Journal, Health Sciences /Warszawa),  Child Care, Health and Development (London) samt World Pediatrics and Child Health, samt Honorary Editor in Chief för Mental Care for Women and Children (China).